# Dai-Kaizoku Captain Harlock
Dai-Kaizoku Captain Harlock est un manga de Leiji Matsumoto publié en 1969. Il s'agit de la première apparition d’Albator en pirate de l'espace.